# Séverin Prats
Séverin Prats, né le 19 mars 1985, est un joueur de rugby à XV et à sept français qui évolue au poste d'ailier ou arrière au sein de l'effectif de Bordeaux-Bègles (1,84 m pour 87 kg).

## Biographie
Depuis octobre 2018, il est devenu entrepreneur social et cofondateur de l'initiative coopérative Éthi'kdo.

## Carrière
- 1993-1996 : Rosslyn Park  Angleterre
- 1996-2001 : Stade français Paris  France
- 2001-2004 : US Colomiers  France
- 2004-2007 : SC Albi  France
- 2007-2009 : Union Bordeaux Bègles  France
- 2009-2010: Christchurch FC  Nouvelle-Zélande

## Palmarès

### En club
- Vainqueur des phases finales du championnat de France Pro D2 : 2006
- Champion de France Espoir saison 2008-2009

### En équipe nationale
- 3 sélections en équipe de France Universitaire (2 honorées)
- Champion du monde universitaire de rugby à sept en 2006 à Rome
- Champion de France de rugby à sept - de 19 ans : 2004